# Alfonso Corradi (Maler)

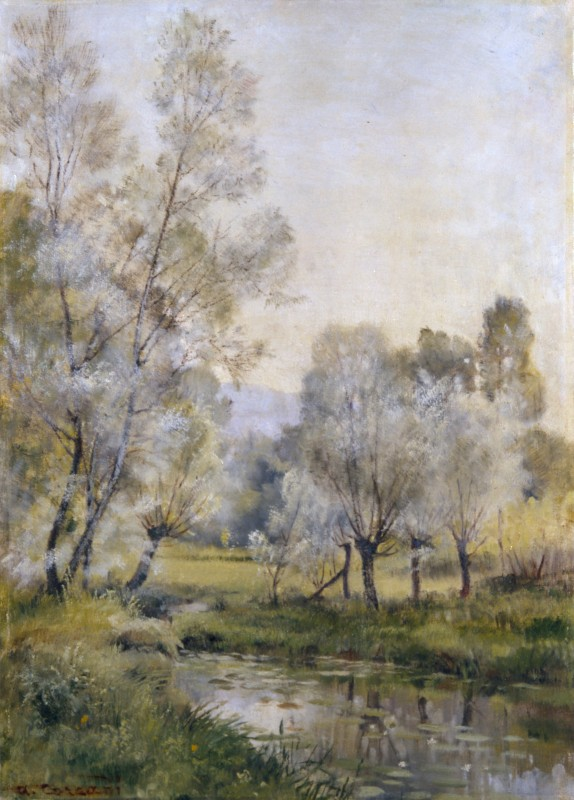
Werk von Alfonso Corradi: Lo stagno (circa 1957)

Alfonso Corradi (* 8. Februar 1889 in Castelnovo di Sotto (Ortsteil Meletole), Provinz Reggio Emilia; † 4. Februar 1972 in Mailand) war ein italienischer Maler.

## Leben
Corradi wurde als Sohn von Riccardo Corradi und Renata Soncini in dem ehemaligen Haus des Senators Luigi Melegari (1805–1881) geboren. Er besuchte die Scuola di Ornato an der Accademia di Belle Arti di Brera in Mailand, wo er lebte und wirkte. Er bildete sich anschließend autodidaktisch weiter. Corradi widmete sich hauptsächlich der Landschaftsmalerei der Lombardei und der Poebene sowie der Stillleben-Malerei.
Seit 1919 nahm er an Ausstellungen in Rom und in anderen italienischen Städten teil und wurde unter anderem 1939 mit dem Premio Bergamo ausgezeichnet. Für das auf der Ausstellung Paesaggio reggiano in Mailand gezeigte Bild Ponte in Chiatte a Boretto erhielt er den dritten Preis des Premio Antonio Fentanesi. Die faschistischen Zeitung Il Solco fascista brachte in ihren Ausgaben vom 19. Juli und 23. Oktober 1942 eine Besprechung von Corradis Arbeiten.
Auf der XX. Biennale von Mailand 1957 kaufte die Sparkasse der Provinz Lombardei sein Gemälde Lo Stagno (Der Teich). Eine Retrospektive in der Galleria Bolzani di Milano 1958 wurde bei der Kritik positiv aufgenommen und galt auch kommerziell als ein Erfolg. Sein Gemälde Il Lambro erwarb die Galleria d’arte Moderna di Milano. Arbeiten des Künstlers werden im Auktionshandel angeboten.

## Ausstellungen
- 1928: 4. Biennale d’arte a Palazzo Broletto: 23 dicembre 1928-20 gennaio 1929, Palazzo Broletto, Gallarate (Sammelausstellung, Katalog)
- 1931: I. Quadriennale, Rom
- 1941: Einzelausstellung, Galleria Ranzini, Mailand
- 1958: Einzelausstellung, Galleria Bolzani, Mailand
- 1981: Mostra postuma di Alfonso Corradi, Galleria Bolzani, Mailand